# Pleiskirchen
Pleiskirchen este o comună din districtul Altötting, landul Bavaria, Germania.